# Max Iklé

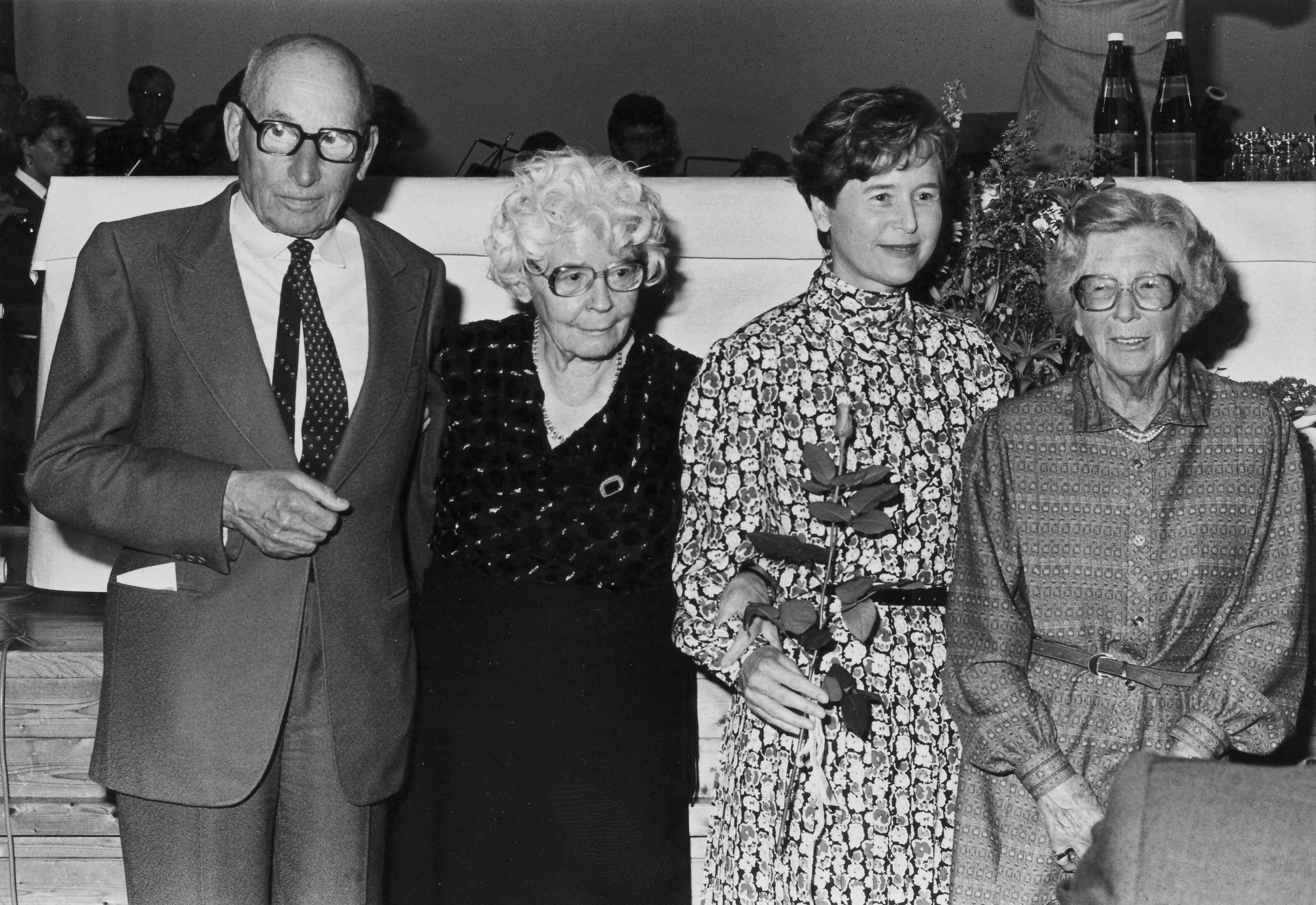
Max Iklé neben Rose Nobs (Witwe von Bundesrat Ernst Nobs), seiner Tochter Bundesrätin Elisabeth Kopp und seiner Frau Beatrix Heberlein (v. l. n. r.) an einer Veranstaltung der FDP Meilen

Max Iklé (* 21. März 1903 in St. Gallen; † 3. Dezember 1999 in Zumikon) war ein Schweizer Anwalt, Industrieller und Funktionär, der insbesondere von 1956 bis 1968 als Generaldirektor der Schweizerischen Nationalbank fungierte. Zuvor war er von 1948 bis 1956 Direktor der Eidgenössischen Finanzverwaltung. Er war der Vater von Elisabeth Kopp, die Mitglied des Bundesrates war.

## Biografie
Iklé wurde am 21. März 1903 in St. Gallen als zweites von drei Kindern des deutschstämmigen Stickereifabrikanten Adolph Iklé (1852–1923) und der Anna Elisabeth Iklé (geb. Steinlin; 1868–1931) geboren. Seine Geschwister waren Curt Arnold Iklé (1902–1987) und Hans Adalbert Iklé. Er hatte auch drei Halbgeschwister aus der ersten Ehe seines Vaters.
Seine Familie väterlicherseits ist ursprünglich deutsch-jüdischer Abstammung aus Hamburg. Sein Vater, Adolph Iklé (1852–1923), wurde 1880 Teilhaber der ersten Maschinenstickerei in der Ostschweiz, aus der das Unternehmen Iklé Frères hervorging, das bis 1929 bestand. Sein Onkel war Leopold Iklé. Seine Mutter war eine reformierte Schweizerin.
Iklé schloss sein Jurastudium an der Universität Zürich 1926 ab.

## Karriere
Am 16. Februar 1948 wurde Iklé zum Direktor der Eidgenössischen Finanzverwaltung gewählt. Am 30. September 1955 wurde er vom Bundesrat per 1. Juni 1956 zum Generaldirektor der Schweizerischen Nationalbank gewählt, eine Position, die er bis 1968 innehatte. Von 1968 bis 1972 war er Präsident des Verwaltungsrats der Eidgenössischen Bank (EIBA).
Im Jahr 1955 wurde er zudem vom Bundesrat zum Verwaltungsrat der Reaktor AG ernannt, die 1960 im Eidgenössischen Institut für Reaktorforschung (EIR) aufging.

## Persönliches
Am 16. Oktober 1928 heiratete Iklé Beatrice «Beatrix» Heberlein (1906–1988), eine Tochter von Georges Heberlein und Margaretha Heberlein (geb. Jenny). Sein Schwiegervater betrieb ebenfalls eine Textilfirma und produzierte die ersten mercerisierten Garne in der Schweiz. Sie hatten drei Kinder:
- Marianne Iklé (1935–2019), Ärztin, heiratete Gasser ohne Nachkommen.
- Anna Elisabeth Iklé, umgangssprachlich Elisabeth Iklé (1936–2023), Bundesrätin (Schweiz), verheiratet mit Hans W. Kopp (1931–2015), eine Tochter.
- Beatrix Iklé (geb. 1944), verheiratet mit Randolf Hanslin, einem Maschinenbauingenieur und Geschäftsmann, drei Kinder.

Die Ehe wurde 1957 geschieden.
Iklé starb am 3. Dezember 1999 im Alter von 96 Jahren in seinem Haus in Zumikon bei Zürich, Schweiz.